# 한노역
한노역(일본어: 飯能駅, はんのうえき)은 일본 사이타마현 한노시에 있는 세이부 철도 이케부쿠로선의 철도역이다.
대부분의 이케부쿠로선 열차는 이 역까지 운행을 한다. 또한, 세이부 치치부선 열차는 이역에서 출발을 하기 때문에, 그리고 역 구조가 운전실과 차장실의 위치가 바뀌는, 즉 앞과 뒤가 바뀌는 형식으로 운행할 수 있도록 되어있기 때문에 사람들이 이 역을 이케부쿠로선과 세이부 치치부선의 분기점으로 생각하기 쉽지만, 실제 분기점은 아가노역이다.

## 타는 곳
| ↑ 히가시한노, 모토카지 |
| 5\| 4 3\| 2 1\|        |
| 스위치 백 운행         |

| 1 | ■이케부쿠로선 | 고테사시・도코로자와・네리마・이케부쿠로・○유라쿠초선 신키바방면・○ 후쿠토신선 시부야 방면 （세이부 치치부행 일부 열차도 진입） |
| 2 | ■이케부쿠로선 | 아가노・세이부 치치부・치치부본선 미츠미네구치・나가토로방면 （일부 이케부쿠로행 열차도 진입）                                  |
| 3 | ■이케부쿠로선 | 아가노・세이부 치치부・치치부본선 미츠미네구치・나가토로방면 （일부 이케부쿠로행 열차도 진입）                                  |
| 4 | ■이케부쿠로선 | 고테사시・도코로자와・네리마・이케부쿠로・○유라쿠초선 신키바방면・○ 후쿠토신선 시부야 방면 （세이부 치치부행 일부 열차도 진입） |
| 5 | ■이케부쿠로선 | 특급 무사시 호, 치치부 호 도코로자와・이케부쿠로・세이부 치치부방면                                                             |

- 이케부쿠로에서 출발하여 세이부 치치부선까지 운행하는 열차는 이 역에서 스위치백을 한 후, 세이부 치치부로 간다.(반대의 경우도 마찬가지)

## 출구 정보
- 북쪽 출입구(北口)
  - 마루히로 백화점 한노점
  - 히가시한노역(도보로 10분)
- 남쪽 출입구(南口)

## 역사
- 1915년 4월 15일 : 개업

## 인접역
| 세이부 철도■이케부쿠로선                           | 세이부 철도■이케부쿠로선                                   | 세이부 철도■이케부쿠로선      |
| -------------------------------------------------- | ---------------------------------------------------------- | ----------------------------- |
| 이루마시 이케부쿠로 방면                           | 특급 지치부 호                                             | 요코제 세이부 지치부 방면     |
| 이루마시 이케부쿠로 방면                           | 특급 무사시 호                                             | 시·종착역                     |
| 이루마시 이케부쿠로, 시부야, 요코하마 방면         | ■쾌속급행                                                  | 히가시한노 세이부 지치부 방면 |
| 모토카지 이케부쿠로, 신키바, 시부야, 요코하마 방면 | ■급행, ■통근급행(상행선만), ■쾌속, ■통근준급, ■준급, ■보통 | 시·종착역                     |
| 시·종착역                                          | ■보통                                                      | 히가시한노 세이부 지치부 방면 |